# خلبچن
خلبچن (به لهستانی:  Chlebczyn) یک روستا در لهستان است که در گمینا سارناکی واقع شده‌است.